# Mantella viridis
Espèce
Statut de conservation UICN

 EN B1ab(iii) : En danger
Statut CITES
Mantella viridis est une espèce d'amphibiens de la famille des Mantellidae.

## Répartition
Cette espèce est endémique de Madagascar. Son aire de répartition concerne l'extrême Nord de l'île, dont notamment la réserve spéciale de la Forêt d'Ambre, ainsi que l'île de Nosy Hara. Elle est présente d'un niveau proche de celui de la mer jusqu'à 960 m d'altitude mais se rencontre généralement aux altitudes inférieures à 300 m.

## Description
Mantella viridis mesure en moyenne de 22 à 25 mm pour les mâles et de 27 à 30 mm pour les femelles. Son dos et ses flancs sont jaune-vert. Son ventre est noir avec des taches et des réticulations bleues qui s'étendent jusqu'à sa gorge. Ses membres sont verdâtres ; ses pattes arrière présentant parfois des bandes.

## Publication originale
- Pintak & Böhme, 1988 : Mantella viridis sp. n. (Anura: Ranidae: Mantellinae) aus Nord-Madagaskar. Salamandra, vol. 24, p. 119-124.